# Parypsy (obwód lwowski)
Parypsy (ukr. Паріпси, Paripsy) – dawny chutor na Ukrainie, w obwodzie lwowskim, w rejonie jaworowskim. Leżał przy drodze pomiędzy Niemirowem, Wróblaczynem a Szczercem.
W II Rzeczypospolitej do 1934 samodzielna gmina jednostkowa. Następnie miejscowość należała do zbiorowej wiejskiej gminy Wróblaczyn w powiecie rawskim w woj. lwowskim. Została zlikwidowana w związku z utworzeniem Jaworowskiego Poligonu Wojskowego. Po wojnie weszła w struktury administracyjne Związku Radzieckiego.